# Sue Lloyd
Pour les articles homonymes, voir Lloyd.
Sue Lloyd (Aldeburgh, 7 août 1939 - Londres, 20 octobre 2011) est une actrice de nationalité britannique. Elle a, au cours de sa carrière d'actrice, interprété de nombreux rôles pour le cinéma et la télévision. Elle ne doit pas être confondue avec l'actrice canadienne Suzanne Lloyd.

## Présentation

### Jeunesse
Sue Lloyd, née Susan Margery Jeaffreson Lloyd, est la fille d'un médecin généraliste. Elle est scolarisée au lycée Edgbaston à Birmingham et suit des cours à l'école de danse de Sadler's Wells. Elle intègre brièvement la troupe de danseurs de Lionel Blair mais sa croissance jusqu'à une taille de 1,72 mètre compromet ses chances de devenir danseuse classique. Elle s'essaie tour à tour à une carrière de danseuse de spectacle et de mannequin. En 1958, elle est présentée parmi d'autres débutantes à la reine Élisabeth II au palais de Buckingham.

### Carrière
Sue Lloyd commence sa carrière dans deux films d'espionnage sortis en 1965 : Ipcress, danger immédiat, où elle donne la réplique à Michael Caine, interprétant le personnage de Harry Palmer, et Hysteria.
La même année, elle incarne dans la série télévisée Alias le Baron le rôle récurrent de l'agent secret Cordelia Winfield, aux côtés de l'acteur Steve Forrest, interprétant le rôle principal du Baron. Le personnage de Sue Lloyd ne devait apparaître initialement que dans l'épisode pilote de la série, le partenaire de Steve Forrest étant interprété par Paul Ferris. À la demande de la télévision américaine, candidate à la diffusion de la série aux États-Unis, Sue Lloyd intègre la distribution et son personnage remplace celui de Ferris comme acolyte du personnage principal.
En 1971, Sue Lloyd interprète le rôle de Mrs Hannah Wild, partenaire de John Steed dans une adaptation pour le théâtre de la série télévisée Chapeau melon et bottes de cuir. Elle joue également aux côtés de nombreuses autres vedettes dans No. 1 of the Secret Service de Lindsay Shonteff, parodiant les films de James Bond.
Elle apparaît comme guest-star dans de nombreuses séries populaires des années 1960 et 1970, telles que Le Saint, Chapeau melon et bottes de cuir (saison 4, épisode 9 : Dans sept jours, le déluge), Département S, Jason King, Mon ami le fantôme, Amicalement vôtre et Regan.
Au cinéma, elle joue dans les films Corruption, La Malédiction de la Panthère rose, Where's Jack?, Attaque sur le mur de l'Atlantique, The Stud, The Bitch, et Lady Oscar, réalisé par Jacques Demy en 1978. Elle retrouve Michael Caine sur le tournage de Bullet to Beijing en 1995.
En 1979, Sue Lloyd rejoint la distribution du soap opéra britannique Crossroads (1964-1988) pour y interpréter le rôle récurrent de Barbara Hunter (née Brady). Elle y interprète l'épouse du personnage incarné par Ronald Allen. Ils sont tous deux écartés de la série le même jour en 1985 et se marient à la ville en 1991.

### Vie privée
Sue Lloyd et Ronald Allen se rencontrent sur le tournage du soap opera Crossroads, dans lequel ils sont époux, et se lient d'amitié dans la vie réelle. En 1979, Ronald Allen perd son compagnon Brian Hankins, mort d'un cancer, avec qui il a partagé sa vie de nombreuses années. Sue Lloyd et Ronald Allen quittent la série après leur renvoi en 1985 et se marient en 1991, six semaines avant la mort de ce dernier des conséquences d'un cancer, le 18 juin. Vingt ans plus tard le 20 octobre 2011, Sue Lloyd meurt à son tour d'un cancer, âgée de 72 ans.

## Filmographie
| Année | Film                                           | Rôle                           | Notes        |
| ----- | ---------------------------------------------- | ------------------------------ | ------------ |
| 1964  | Nothing But the Best                           | Débutante                      | Non créditée |
| 1965  | Ipcress, danger immédiat                       | Jean Courtney                  |              |
| 1965  | Hysteria                                       | Fille française                |              |
| 1968  | Attaque sur le mur de l'Atlantique             | Sue Wilson                     |              |
| 1968  | Corruption (en)                                | Lynn Nolan                     |              |
| 1969  | Where's Jack?                                  | Lady Darlington                |              |
| 1970  | L'Ange et le Démon                             | Ursula                         |              |
| 1971  | Percy (en)                                     | Bernice                        |              |
| 1972  | Innocent Bystanders (en)                       | Joanna Benson                  |              |
| 1972  | That's Your Funeral (en)                       | Miss Peach                     |              |
| 1972  | Go for a Take (en)                             | Angel Montgomery               |              |
| 1973  | Penny Gold (en)                                | Mannequin                      |              |
| 1976  | Spanish Fly (en)                               | Janet Scott                    |              |
| 1976  | The Ups and Downs of a Handyman (en)           | La blonde                      |              |
| 1977  | No. 1 of the Secret Service (en)               | Sœur Jane                      |              |
| 1977  | La Malédiction de la Panthère rose             | Claude Russo                   |              |
| 1978  | Le Bel Étalon                                  | Vanessa                        |              |
| 1979  | Lady Oscar                                     | Comtesse Gabrielle de Polignac |              |
| 1979  | The Bitch                                      | Vanessa Grant                  |              |
| 1979  | Correction, Please or How We Got Into Pictures | Comtesse Skladanowsky          |              |
| 1980  | Le lion sort ses griffes Rough Cut             | L'invitée                      |              |
| 1987  | Eat the Rich (en)                              | Val                            |              |
| 1993  | U.F.O. (en)                                    | Juge                           |              |
| 1995  | Bullet to Beijing (en)                         | Jean                           |              |
| 2001  | Beginner's Luck (en)                           |                                | Dernier rôle |

| Année     | Film                            | Rôle                           | Notes                                            |
| --------- | ------------------------------- | ------------------------------ | ------------------------------------------------ |
| 1964      | Le Saint                        | Luella                         | Saison 2, épisode 19 : Luella                    |
| 1965      | Gideon's Way                    | Mary Henderson / Passagère     |                                                  |
| 1965      | Chapeau melon et bottes de cuir | Joyce Jason                    | Saison 4, épisode 8 : Dans sept jours, le déluge |
| 1966–1967 | Alias le Baron                  | Cordelia Winfield              |                                                  |
| 1967      | Le Saint                        | Marla Clayton                  | Saison 5, épisode 22 : Le trésor mystérieux      |
| 1969      | Journey to the Unknown (en)     | Barbara Rossiter               | Saison 1 épisode 7 The Madison Equation          |
| 1969      | Département S                   | Brigitte                       | Saison 1, épisode 8 : L'Amnésique                |
| 1971      | Amicalement vôtre               | Maggie                         | Épisode 3 : Sept millions de livres              |
| 1972      | The Two Ronnies (en)            | Blanche                        |                                                  |
| 1972      | Jason King                      | Eve                            | Épisode 25 : En quête de personnages             |
| 1976      | Regan                           | Arleen Baker                   |                                                  |
| 1979-1985 | Crossroads (en)                 | Barbara Hunter / Barbara Brady | Soap opéra                                       |
| 1988-1990 | Bergerac                        | Eva Southurst                  |                                                  |
| 1989      | Miss Marple                     | Lucky Dyson                    | Épisode : L'Œil de verre                         |